# شركة ستيل أزين الإيرانية القابضة
شركة ستيل أزين الإيرانية القابضة هي شركة قابضة إيرانية مقرها في طهران، إيران. تعمل الشركة في قطاعات توليد الطاقة والطاقة والبتروكيماويات والحديد الصلب والأعمال التجارية الزراعية والبناء والاستثمار والرياضة والترفيه.

## الشركات والعمليات الرئيسية
- شركة ستيل أزين - ديكور
- شركة خليج نيباند للصناعات الزراعية - أكبر مجمع مزرعة جمبري في منطقة الخليج العربي
- مياه الشرب مابدا - إنتاج المياه المعدنية
- توليد الطاقة الكهربائية - بما في ذلك محطة توليد الكهرباء ذات الدورة المركبة في دمغان، سمنان
- إنتاج القار - مصنع يقع في منطقة اشتهارد الصناعية (مقاطعة كاراج، مقاطعة البرز)
- نادي ستيل أزين الثقافي والرياضي - مع فرق كرة القدم ، كرة القدم الخماسية والمصارعة
- جامعة ستيل أزين الإيرانية للعلوم التطبيقية

## روابط خارجية
- الموقع الرسمي